# Ingeborg-Bachmann-Preis 1998
Der Ingeborg-Bachmann-Preis 1998 war der 22. Wettbewerb um den Literaturpreis bei den Tagen der deutschsprachigen Literatur. Die Veranstaltung fand vom 23. bis 27. Juni 1998 im Klagenfurter ORF-Theater des Landesstudios Kärnten statt. Seit diesem Jahr wird der Staatspreis für literarische Übersetzung auf dem Festival verliehen. Der ORF erarbeitete einen ersten Internetauftritt für den Wettbewerb.

## Autoren

### Erster Lesetag
- Michael Lentz: Das war für sie der schlimmste Traum
- Sibylle Severus: Das Granitei (Romanauszug)
- Ralf Bönt: Gold (Romanauszug)
- Silvia Szymanski: Chemische Reinigung (Romanauszug)
- John von Düffel: Fliegenfischen (Romanauszug aus Vom Wasser)
- Tim Staffel: Hüttenkäse

### Zweiter Lesetag
- Leander Scholz: Lucky und Hilal kehren nach dem Baden heim
- Kurt Bracharz: Eine Schlangengeschichte oder Der Traum des Maltesers
- Margit Schreiner: Die Tasche
- Kathrin Schmidt: Die Gunnar-Lennefsen-Expedition
- Sibylle Lewitscharoff: Pong
- Olivia Kleinknecht: Später Erfolg

### Dritter Lesetag
- Inka Bach: Von Fall zu Fall
- Christian Paul Berger: Im Sommerwind
- Christian Futscher: 13 Meistererzählungen
- Jan Lurvink: Windladen (Romanauszug)

## Juroren
- Silvia Bovenschen
- Iso Camartin (Jurysprecher)
- Thomas Hettche
- Ulrike Längle
- Iris Radisch
- Hardy Ruoss
- Robert Schindel

## Preisträger
- Ingeborg-Bachmann-Preis (dotiert mit 250.000 ÖS): Sibylle Lewitscharoff
- Preis des Landes Kärnten (dotiert mit 120.000 ÖS): Kathrin Schmidt
- Ernst-Willner-Preis (100.000 ÖS): John von Düffel
- 3sat-Stipendium (dotiert mit 6.000 DM): Ralf Bönt